# Vlag van Ngarchelong

Vlag van Ngarchelong

De vlag van Ngarchelong bestaat uit zeven even hoge banen van blauw-wit-blauw-wit-blauw-wit-blauw. In het midden van de vlag staat een rode cirkel met acht vijfpuntige sterren die de acht gemeenten van Ngarchelong voorstellen. Eerdere versies van de vlag hadden zeven sterren. De vlag heeft zeven strepen die de zeven oorspronkelijke gemeenten voorstellen.